# Nikola Bitnarová
Nikola Bitnarová (* 27. Juni 1994) ist eine tschechische Biathletin.
Nikola Bitnarová gehörte seit 2012 dem tschechischen, von Aleš Lejsek trainierten, Junioren-Nationalkader an. Sie gab ihr internationales Debüt im Rahmen der Juniorinnenrennen der Biathlon-Europameisterschaften 2014 in Nové Město na Moravě, bei denen sie in ihrer tschechischen Heimat 15. des Einzels wurde. Für das Staffelrennen wurde Bitnarová in die Frauenmannschaft Tschechiens berufen. An der Seite von Lenka Šlechtová, Simona Maříková und Anna Puskarčíková erreichte sie den 12. Platz.